# Чемпіонат України з легкої атлетики 2005
Чемпіонат України з легкої атлетики 2005 був проведений 2-3 липня в Києві на НСК «Олімпійський».
Як і минулого року, формат проведення основного чемпіонату проходив у дві стадії. Право виступати у фінальній першості в Києві атлети виборювали на зональних змаганнях, які проходили 8-9 червня в Харкові та Вінниці, а також у Миколаєві (12-13 червня) та Києві (14-15 червня).

## Основний чемпіонат

### Чоловіки
| Дисципліни                | Золото                                     | Золото   | Срібло                                      | Срібло   | Бронза                                          | Бронза   |
| ------------------------- | ------------------------------------------ | -------- | ------------------------------------------- | -------- | ----------------------------------------------- | -------- |
| 100 метрів                | Анатолій Довгаль Харківська область        | 10,33    | Костянтин Васюков Донецька область          | 10,36    | Станіслав Пупов Донецька область                | 10,48    |
| 200 метрів                | Дмитро Глущенко Харківська область         | 20,83    | Дмитро Островський Хмельницька область      | 20,98    | Ігор Бодров Харківська область                  | 21,37    |
| 400 метрів                | Андрій Твердоступ Харківська область       | 46,07    | Володимир Демченко Дніпропетровська область | 46,21    | Михайло Книш Вінницька область                  | 46,36    |
| 800 метрів                | Іван Гешко Чернівецька область             | 1.46,19  | Віталій Волошин Черкаська область           | 1.47,71  | Павло Пиковець Луганська область                | 1.47,95  |
| 1500 метрів               | Сергій Лебідь Донецька область             | 3.38,44  | Микола Трубачов Київ                        | 3.40,91  | Василь Цикало Львівська область                 | 3.42,18  |
| 5000 метрів               | Василь Матвійчук Хмельницька область       | 13.38,00 | Дмитро Барановський Київська область        | 13.47,30 | Олександр Сітковський Донецька область          | 14.07,36 |
| 10000 метрів              | Василь Матвійчук Хмельницька область       | 28.59,91 | Віталій Шафар Волинська область             | 29.09,47 | Ігор Гелетій Івано-Франківська область          | 29.36,37 |
| 110 метрів з бар'єрами    | Сергій Демидюк Київ                        | 13,89    | Андрій Батраченко Дніпропетровська область  | 14,15    | Сергій Черненков Рівненська область             | 14,37    |
| 400 метрів з бар'єрами    | Геннадій Горбенко Дніпропетровська область | 50,85    | Роман Воронько Дніпропетровська область     | 50,88    | Олександр Гладков Харківська область            | 52,29    |
| 3000 метрів з перешкодами | Вадим Слободенюк Рівненська область        | 8.30,49  | Юрій Гичун Рівненська область               | 8.38,24  | Анатолій Харковець Харківська область           | 8.44,50  |
| Стрибки у висоту          | Юрій Крімаренко Київська область           | 2,25     | Андрій Соколовський Вінницька область       | 2,25     | Віктор Шаповал Львівська область                | 2,15     |
| Стрибки з жердиною        | Олександр Корчмід Київська область         | 5,60     | Владислав Ревенко Київська область          | 5,60     | Руслан Єременко Київська область                | 5,55     |
| Стрибки в довжину         | Володимир Зюськов Донецька область         | 8,31     | Олександр Пацеля Дніпропетровська область   | 8,00     | Дмитро Білоцерківський Дніпропетровська область | 7,93     |
| Потрійний стрибок         | Віктор Ястребов Київ                       | 16,83    | Микола Саволайнен Київ                      | 16,67    | Євген Шапіро Полтавська область                 | 15,85    |
| Штовхання ядра            | Андрій Бородкін Хмельницька область        | 19,45    | Андрій Немчанінов Київська область          | 18,98    | Андрій Семенов Одеська область                  | 18,54    |
| Метання диска             | Кирило Чупринін Волинська область          | 59,34    | Андрій Семенов Одеська область              | 58,45    | Станіслав Нестеровський Херсонська область      | 57,51    |
| Метання молота            | Андрій Скварук Рівненська область          | 81,00    | Ігор Тугай Київська область                 | 78,85    | Владислав Піскунов Херсонська область           | 77,90    |
| Метання списа             | Олег Стаценко Харківська область           | 78,02    | Богдан Харченко Харківська область          | 69,79    | Віктор Міщук Волинська область                  | 69,32    |

### Жінки
| Дисципліни                | Золото                                      | Золото     | Срібло                                  | Срібло   | Бронза                                    | Бронза   |
| ------------------------- | ------------------------------------------- | ---------- | --------------------------------------- | -------- | ----------------------------------------- | -------- |
| 100 метрів                | Ірина Штангеєва Донецька область            | 11,55      | Ірина Шепетюк Івано-Франківська область | 11,59    | Олена Синявіна Харківська область         | 11,68    |
| 200 метрів                | Марина Міндарева Харківська область         | 23,22      | Ірина Штангеєва Донецька область        | 23,45    | Олена Чебану Харківська область           | 23,49    |
| 400 метрів                | Антоніна Єфремова Донецька область          | 51,48      | Наталія Пигида Київська область         | 51,69    | Лілія Лобанова Київ                       | 52,33    |
| 800 метрів                | Неля Непорадна Івано-Франківська область    | 2.02,28    | Тамара Твердоступ Харківська область    | 2.02,52  | Тетяна Петлюк Київ                        | 2.03,04  |
| 1500 метрів               | Тетяна Кривобок Донецька область            | 4.06,94    | Тетяна Головченко Сумська область       | 4.07,25  | Анна Міщенко Харківська область           | 4.23,11  |
| 5000 метрів               | Марина Дуброва Київська область             | 15.38,72   | Наталія Беркут Київська область         | 15.54,93 | Інна Лебедєва Київ                        | 16.37,00 |
| 10000 метрів              | Наталія Беркут Київська область             | 33.02,68   | Ілона Барванова АР Крим                 | 34.42,25 | Оксана Скляренко Дніпропетровська область | 35.08,97 |
| 100 метрів з бар'єрами    | Євгенія Снігур Харківська область           | 13,50      | Марина Гавриш Черкаська область         | 13,92    | Наталія Забродська Одеська область        | 13,93    |
| 400 метрів з бар'єрами    | Анастасія Рабченюк Дніпропетровська область | 56,56      | Оксана Волосюк Дніпропетровська область | 56,72    | Марія Опря Кіровоградська область         | 58,08    |
| 3000 метрів з перешкодами | Валентина Горпинич Одеська область          | 9.49,73 NR | Валерія Мара АР Крим                    | 9.56,74  | Юлія Ігнатова Миколаївська область        | 10.18,62 |
| Стрибки у висоту          | Ірина Михальченко Київ                      | 1,97       | Віта Паламар Запорізька область         | 1,95     | Ірина Коваленко Київська область          | 1,86     |
| Стрибки з жердиною        | Анжела Балахонова Київ                      | 4,20       | Наталія Кущ Донецька область            | 4,20     | Людмила Вайленко Донецька область         | 4,10     |
| Стрибки в довжину         | Вікторія Молчанова Харківська область       | 6,59       | Олександра Стаднюк Черкаська область    | 6,53     | Наталія Сорокіна Вінницька область        | 6,43     |
| Потрійний стрибок         | Олександра Стаднюк Черкаська область        | 13,94      | Наталія Томашевська Київська область    | 13,91    | Ольга Саладуха Донецька область           | 13,73    |
| Штовхання ядра            | Тетяна Насонова Одеська область             | 17,45      | Світлана Сакун Чернігівська область     | 16,75    | Оксана Захарчук Київська область          | 15,85    |
| Метання диска             | Олена Антонова Дніпропетровська область     | 61,88      | Наталія Фокіна Донецька область         | 59,85    | Вікторія Бойко Донецька область           | 56,95    |
| Метання молота            | Ірина Секачова Київська область             | 70,30      | Наталія Золотухіна Черкаська область    | 66,03    | Марина Резанова Київська область          | 65,06    |
| Метання списа             | Ольга Іванкова Харківська область           | 57,06      | Ганна Сластіна Харківська область       | 54,28    | Віра Ребрик Харківська область            | 54,23    |

## Інші чемпіонати
Крім основного чемпіонату, протягом року в різних містах України також були проведені чемпіонати України в окремих дисциплінах легкої атлетики серед дорослих:
- 5-6 лютого — зимовий чемпіонат з легкоатлетичних метань (Ялта)
- 25-26 лютого — зимовий чемпіонат з кросу (Цюрупинськ)[1][2]
- 4-5 березня — зимовий чемпіонат з шосейної спортивної ходьби серед чоловіків (дистанції 20 та 30 кілометрів) та жінок (20 кілометрів) (Євпаторія)
- 9-10 квітня — чемпіонат з гірського бігу (Ялта)
- 14-15 червня — чемпіонат з легкоатлетичних багатоборств (Київ)
- 10 вересня — чемпіонат з напівмарафону (Київ)[3]
- 1-2 жовтня — чемпіонат з шосейної спортивної ходьби серед чоловіків (дистанції 20 та 50 кілометрів) та жінок (20 кілометрів) (Івано-Франківськ)
- 2 жовтня — чемпіонат з марафонського бігу (Київ)
- 29 жовтня — осінній чемпіонат з кросу (Кіровоград)[4]

### Чоловіки
| Дисципліни                     | Золото                               | Золото  | Срібло                                     | Срібло  | Бронза                                 | Бронза  |
| ------------------------------ | ------------------------------------ | ------- | ------------------------------------------ | ------- | -------------------------------------- | ------- |
| Напівмарафон                   |                                      |         |                                            |         |                                        |         |
| Марафон                        | Віктор Роговий Київ                  | 2:21.08 | Андрій Голіней Івано-Франківська область   | 2:22.05 | Євген Шурхно Донецька область          | 2:22.44 |
| Ходьба 20 кілометрів (зимовий) | Андрій Юрін Київська область         | 1:19.58 | Андрій Ковенко Вінницька область           | 1:21.53 | Артем Вальченко Київ                   | 1:23.05 |
| Ходьба 20 кілометрів           | Андрій Ковенко Вінницька область     | 1:22.26 | Олексій Казанін Київська область           | 1:24:00 |                                        |         |
| Ходьба 30 кілометрів (зимовий) | Олексій Шелест Сумська область       | 2:09.01 | Олексій Казанін Київська область           | 2:14:20 | Юрій Бурбан Львівська область          | 2:19:02 |
| Ходьба 50 кілометрів           | Олексій Шелест Сумська область       | 3:56.23 | Сергій Будза Київська область              | 3:59:31 | Донатас Скарнуліс Литва                | 4:06:24 |
| Метання диска (зимовий)        | Кирило Чупринін Волинська область    | 58,87   | Станіслав Нестеровський Херсонська область | 56,86   |                                        |         |
| Метання молота (зимовий)       | Артем Рубанко Київ                   | 70,87   | Вадим Грабовий Дніпропетровська область    | 70,25   | Владислав Піскунов Херсонська область  | 68,80   |
| Метання списа (зимовий)        | Олег Стаценко Харківська область     | 73,34   |                                            |         |                                        |         |
| Десятиборство                  | Юрій Блонський Київська область      | 7546    | Сергій Рябчун Харківська область           | 7440    | Андрій Клімарчук Київська область      | 7400    |
| Крос 4 км (зимовий)            | Дмитро Барановський Київська область | 12.10   | Віталій Рибак Хмельницька область          | 12.15   | Олександр Сітковський Донецька область | 12.18   |
| Крос 10 км (зимовий)           | Віталій Рибак Хмельницька область    | 31.23   | Василь Ремщук Вінницька область            | 31.29   | Андрій Наумов Донецька область         | 31.35   |
| Крос 4,04 км (осінній)         |                                      |         |                                            |         |                                        |         |
| Крос 10,1 км (осінній)         | Леонід Рибак Хмельницька область     | 31.24   |                                            |         |                                        |         |
| Гірський біг                   |                                      |         |                                            |         |                                        |         |

### Жінки
| Дисципліни                     | Золото                                 | Золото  | Срібло                             | Срібло  | Бронза                             | Бронза  |
| ------------------------------ | -------------------------------------- | ------- | ---------------------------------- | ------- | ---------------------------------- | ------- |
| Напівмарафон                   |                                        |         |                                    |         |                                    |         |
| Марафон                        | Тетяна Вернигор Харківська область     | 2:51.35 | Тетяна Філонюк Хмельницька область | 2:53.20 | Юлія Сорока Чернігівська область   | 3:19.30 |
| Ходьба 20 кілометрів (зимовий) | Віра Зозуля Тернопільська область      | 1:31.38 | Людмила Єгорова Сумська область    | 1:34.42 | Надія Прокопук Волинська область   | 1:35.19 |
| Ходьба 20 кілометрів           | Віра Зозуля Тернопільська область      | 1:32.26 | Людмила Єгорова Сумська область    | 1:34.17 | Надія Прокопук Волинська область   | 1:35.14 |
| Метання диска (зимовий)        | Наталія Фокіна Донецька область        | 54,92   | Вікторія Бойко Донецька область    | 52,60   | Катерина Карсак Одеська область    | 52,48   |
| Метання молота (зимовий)       | Наталія Золотухіна Черкаська область   | 62,26   | Інна Саєнко Київська область       | 60,86   | Марина Резанова Київська область   | 59,04   |
| Метання списа (зимовий)        | Анна Сластіна Харківська область       | 56,20   | Ольга Іванкова Харківська область  | 52,60   |                                    |         |
| Семиборство                    | Юлія Акуленко Дніпропетровська область | 6103    | Людмила Йосипенко Київська область | 5673    | Марина Брєзгіна Харківська область | 5607    |
| Крос 4 км (зимовий)            | Маргарита Лучиніна АР Крим             | 14.12   | Юлія Рубан Київська область        | 14.15   | Тетяна Кривобок Донецька область   | 14.24   |
| Крос 6 км (зимовий)            | Юлія Рубан Київська область            | 22.05   | Тетяна Філонюк Хмельницька область | 22.18   | Олеся Дубовик Вінницька область    | 22.20   |
| Крос 6,06 км (осінній)         | Наталія Беркут Київська область        | 21.43   |                                    |         |                                    |         |
| Гірський біг                   |                                        |         |                                    |         |                                    |         |